# Barí, syn Kazanův
Barí, syn Kazanův (1917, Baree, Son of Kazan) je dobrodružný román amerického spisovatele Jamese Olivera Curwooda, který volně navazuje na jeho knihu Vlčák Kazan (1914, Kazan, the Wolf Dog).

## Obsah knihy
Kniha líčí osudy syna vlčáka Kazana, který je ještě jako štěně odloučen od své matky a je nucen se uprostřed kanadské severské divočiny postarat sám o sebe.
Již v přecházející knize o Kazanovi je popsáno, jak se Barí Kazanově družce Šedce narodil. V tomto volném pokračování příběhu je nejprve vylíčeno, jak Barí jako štěně poznává svět. Když mu jsou asi dva měsíce, popere se s mladou sovou, při které oba spadnou do potoka. Když se Barí vyškrábe na břeh, neví kde je a pustí se dolů po proudu, čímž se vzdaluje od svého doupěte. Má hlad, je mu zima, stýská se mu po matce a zranění, která utržil v zápase se sovou, jej bolí. Podaří se mu chytit tři raky a zmocnit se kořisti, kterou ulovil hranostaj, díky čemuž přežije. Postupně sílí a loví králíky. Když se dostane do kraje, kde do pastí loví míšenec Pierrot, je jako škodná jeho dcerou Nepísí (Vrbkou) postřelen do nohy. Uteče, ale začne se v něm probouzet pudy psích předků, touha se přátelit. Seznámím se s malým bobrem a zachrání mu život, když jej napadne liška.
Vrbku chce pro sebe získat Bush McTaggart, jednatel Společnosti Hudsonova zálivu (Hudson Bay Company) na blízké stanici. Je to podlý muž, který je rozhodnut Pierrota vyhnat z jeho loveckého území, pokud mu dceru nedá. Vydá se do Pierrotova srubu a přitom se mu podaří Barího chytit. Vrbka mu ho ale sebere s tím, že je to její pes. Když si McTaggart začne k Vrbce dovolovat, Barí ho napadne a kousne ho do ruky. McTaggart ho chce zastřelit, ale Vrbka ho zachrání. Když ji pak u lesní tůně McTaggart začne objímat, podaří se jí do něho strčit tak, že do tůně spadne. Následně Vrbka s Barím prchne do lesa a Barí začíná dívku zbožňovat. McTaggart dostane po Barího kousnutí do ruky otravu krve a Pierrot ho musí doprovodit na jeho stanici pro léky.
Pak Barí podlehne volání divočiny a prchne do lesa hledat si družku. Střetne se o ni v zápase s velkým šedým vlkem a byl by zvítězil, kdyb se na něho nevrhli ostatní členové smečky. Barímu se podaří uprchnout a vrátit se k Pierrotovi a Vrbce. Probudí se v něm ale nesmírná nenávist k vlkům.
McTaggart byl sice těžce nemocen, ale uzdravil se. Když Pierrot odejde do stanice, tajně se vydá do jeho srubu a zastihne ta Vrbku samotnou. Střelí Barího, který se na něho vrhne, a pak chce Vrbku znásilnit. V tom se objeví Pierrot, dojde ke rvačce a McTaggart Pierrota zastřelí. Postřelený Barí se McTaggartovi zakousne do lýtka a umožní tak Vrbce uprchnout. Aby se jí McTaggart nezmocnil, skočí do řeky v propasti. McTaggart zahladí stopy a vrátí se na stanici.
Barímu se ho podaří McTaggarta najít, začne ho pronásledovat a vykrádat mu pasti, až se od jedné chytí. Zachrání ho lovec Jim Carvel a Barí tak najde nového pána. Po dlouhé cestě se oba vrátí do Pierrotova kraje a Barí zde najde Vrbku živou. Po skoku do propasti ji z řeky zachránil jeden starý Indián. Vrbka a Carvel se do sebe zamilují a Carvel se rozhodne, že McTaggarta zabije. Vrbka pošle McTaggartovi do stanice vzkaz, že je naživu, aby si pro ni přišel. McTaggart je Vrbkou zcela posedlý, skutečně přijde a Barí jej zadáví.

## Filmové adaptace
- Baree, Son of Kazan (1918), americký, němý film, režie David Smith.
- Baree, Son of Kazan (1925), americký, němý film, režie David Smith.
- Bari (1995), třetí část kanadsko-francouzského televizního seriálu Aventures dans le Grand Nord, režie Arnaud Sélignac.

## Česká vydání
- Syn Kazanův, Josef Boš, Praha 1923, přeložil Bohumil Z. Nekovařík, znovu Českomoravské podniky tiskařské a vydavatelské, Praha 1928, Novina, Praha 1931 a Škubal a Machajdík, Praha 1946.
- Vlčák Kazan, Syn Kazanův, Škubal a Machajdík, Praha 1948, přeložil Bohumil Z. Nekovařík.
- Barí, syn Kazanův, Olympia, Praha 1973, přeložili Taťána a Emanuel Tilschovi, znovu Egmont, Praha 2004.
- Vlčák Kazan; Barí, syn Kazanův, Albatros, Praha 1980, přeložili Emanuela, Taťána a Emanuel Tilschovi, znovu 1988, 145. díl edice Knihy odvahy a dobrodružství.